# Psidium grandifolium
La guayaba de hojas grandes (Psidium grandifolium) es un árbol de la familia Myrtaceae. Es originaria de Brasil. Puede llegar a ser una rara especie por la pérdida de hábitat.

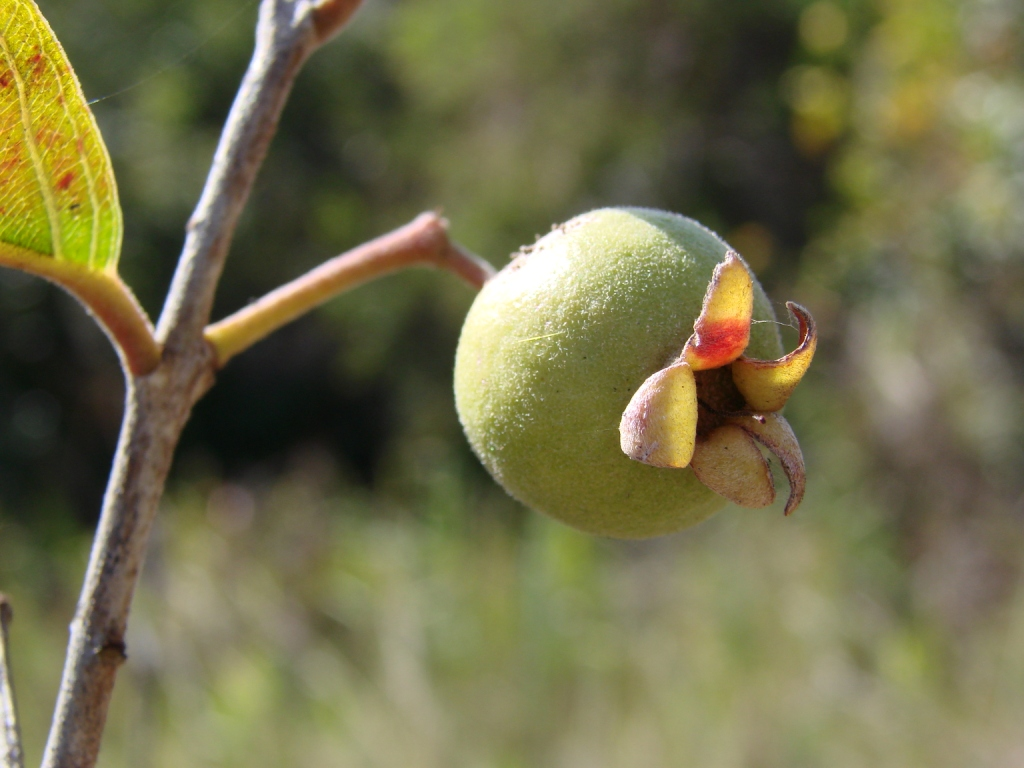
Fruto

## Taxonomía
Psidium grandifolium fue descrita por Mart. ex DC. y publicado en Prodromus Systematis Naturalis Regni Vegetabilis 3: 234. 1828.
friedrichsthalium
grandifolium: epíteto latín que significa "con grandes hojas"
Sinonimia
- Guajava cinerea (Mart. ex DC.) Kuntze
- Guajava grandifolia (Mart. ex DC.) Kuntze
- Guajava incanescens (Mart. ex DC.) Kuntze
- Guajava lactea (O.Berg) Kuntze
- Guajava microcarpa (Cambess.) Kuntze
- Guajava radicans (O.Berg) Kuntze
- Guajava riedeliana (O.Berg) Kuntze
- Guajava rubescens (O.Berg) Kuntze
- Guajava sericea (O.Berg) Kuntze
- Psidium albidum Miq.
- Psidium apaense Barb.Rodr. ex Chodat & Hassl.
- Psidium cinereum Mart. ex DC.
- Psidium eriophyllum Barb.Rodr.
- Psidium incanescens Mart. ex DC.
- Psidium lacteum O.Berg
- Psidium lanatum Barb.Rodr.
- Psidium microcarpum Cambess.
- Psidium paraguayense Barb.Rodr. ex Chodat & Hassl.
- Psidium psychrophyllum Barb.Rodr. ex Chodat & Hassl.
- Psidium radicans O.Berg
- Psidium riedelianum O.Berg
- Psidium rubescens O.Berg
- Psidium sericeum O.Berg
- Psidium spodophyllum Barb.Rodr.
- Psidium ternatifolium Cambess.
- Psidium yacaense Barb.Rodr. ex Chodat & Hassl. [I[4]